# Luis Aparicio
Luis Ernesto Aparicio Montiel (* 29. April 1934 in Maracaibo, Venezuela) ist ein ehemaliger venezolanischer Baseballspieler in der Major League Baseball (MLB). Sein Spitzname war Little Louie.

## Biografie

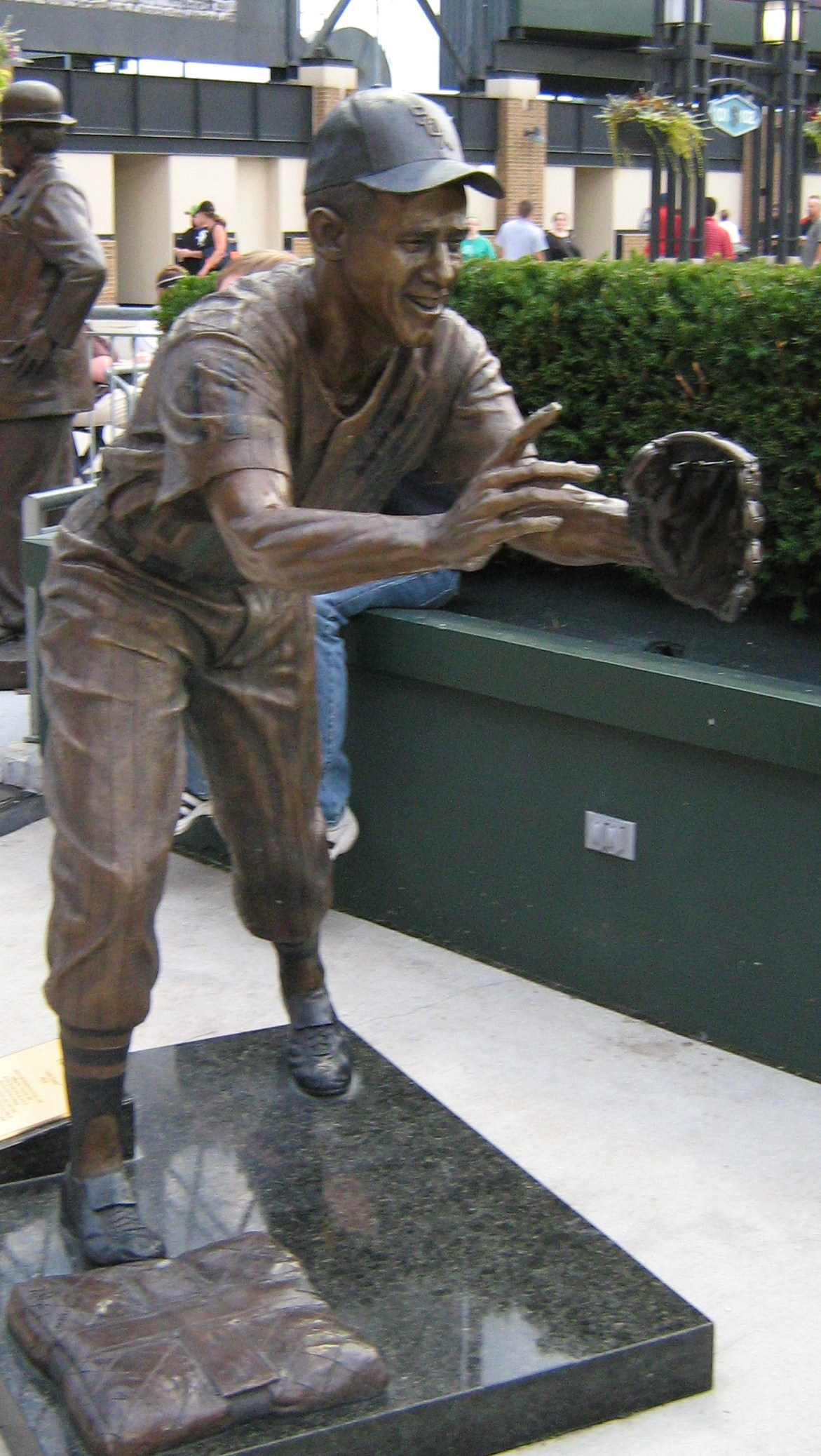
Statue Luis Aparicios auf dem Armour Square in Chicago

Luis Aparicio stammte aus einer venezolanischen Baseballspielerfamilie. Sein Vater war ein populärer Shortstop in Venezuela und besaß gemeinsam mit seinem Onkel ein Winter-League-Team. Aparicio war von den Cleveland Indians und den Chicago White Sox umworben, die White Sox machten das Rennen um seine Verpflichtung. Seine Auftritte im Minor League Baseball waren überzeugend, so dass Aparicio am 17. April 1956 sein Debüt auf der Position des Shortstops in der American League gab. In sämtlichen seiner Spiele bis ins Jahr 1973 sollte er keine andere Position spielen. Gleich in seinem ersten Jahr führte er die American League in gestohlenen Bases an. Diese Kategorie führte er dann auch in den nächsten acht Jahren ununterbrochen an. In seinem ersten Jahr wurde er zum Rookie des Jahres gewählt. Neunmal gewann er den Gold Glove Award, zehnmal wurde er für das All-Star-Spiel nominiert. Mit den White Sox erreichte er 1959 die World Series gegen die Los Angeles Dodgers, unterlag aber. 1963 entschied sich das Management der White Sox, die Mannschaft umzustrukturieren und ließ Aparicio zu den Baltimore Orioles wechseln.
1966 gewannen die Orioles den Titel in der American League und trafen in den World Series auf die Dodgers. Dieses Mal konnte Aparicios Team den Titel erringen, die Orioles gewannen die Serie glatt in vier Spielen. 1968 kehrte Aparicio zu den White Sox zurück. 1971 wechselte er zu den Boston Red Sox, bei denen er am 28. September 1973 sein letztes Spiel bestritt. Zu diesem Zeitpunkt führte er die ewigen Bestenlisten der Major League für die meisten gespielten Partien, Double Plays und Assists für Shortstops an. Bis heute hält er mit 2.581 Spielen als Shortstop die Bestmarke der Major League.
1984 wurde Aparicio in die Baseball Hall of Fame gewählt. Bei der World Series 2005, der ersten World Series in Chicago seit 1959, durfte Aparicio den zeremoniellen ersten Wurf in Erinnerung an die letzte World Series ausführen.